# Uriel Sebree
Pour la ville située dans le Kentucky, voir Sebree.
Uriel Sebree, né le 20 février 1848 et décédé le 6 août 1922, est un militaire américain de la U.S. Navy. Il incorpore l'Académie navale d'Annapolis durant la guerre de Sécession, et servira jusqu'en 1910 dans la marine américaine, qu'il quitte avec le grade de Contre-amiral. Il est surtout connu pour les deux expéditions de sauvetage qu'il a mené dans l'Arctique, et pour sa fonction de gouverneur des Samoa américaines et de commandant de la base navale de Tutuila. Il fut aussi le commandant en chef de la Pacific Fleet.